# Гайгер, Деннис
Де́ннис Га́йгер (нем. Dennis Geiger; 17 июня 1998 года, Мосбах) — немецкий футболист, полузащитник немецкого клуба «Хоффенхайм».

## Клубная карьера
С 11 лет находится в системе «Хоффенхайма». Начиная с сезона 2017/2018 — игрок основной команды. 19 августа 2017 года дебютировал в Бундеслиге, в поединке «Хоффенхайма» против «Вердера», выйдя в стартовом составе и будучи заменённым на 74-й минуте Ойгеном Полански.
Игрок юношеских и молодёжных сборных Германии. Принимал участие в чемпионате Европы 2015 года среди юношей до 17 лет, а также в чемпионате Европы 2017 года среди юношей до 19 лет.